# Malatesta (Film)
Malatesta ist ein deutscher Spielfilm aus dem Jahre 1970.

## Handlung
London 1910. Der italienische Anarchist Errico Malatesta lebt hier im Exil. Wegen revolutionärer Aktivitäten in Ancona war er zunächst auf die Insel Lampedusa verbannt. Errico gehört dem italienischen Adelsgeschlecht der Malatesta an. Die sozialen Bedingungen, unter denen die ärmeren Menschen in London zu Beginn des 20. Jahrhunderts leben müssen, zeigen Malatesta die Notwendigkeit seiner sozial-revolutionären Aktivitäten auf. Auch in London baut er eine Gruppe von Anarchisten auf. Sie diskutieren die Möglichkeiten der Umsetzung ihrer Theorien in die Praxis und planen einige Aktionen, die Malatesta jedoch aufgrund ihrer Gewalttätigkeit abstoßen. Rebellentum ist ihm zuwider. Er sieht sich als Revolutionär, der seine Ideen nicht mit Gewalt umsetzen möchte. Zusehends zieht er sich aus der Gruppe zurück und möchte nichts mehr mit der Gruppe zu tun haben.

## Kritiken
- Lexikon des internationalen Films: Der historische Hintergrund anarchistischer Ideologie und Aktion spiegelt auch ein Stück moderner Zeitgeschichte. Unerwartet überzeugend: Eddie Constantine.[1]
- Die Zeit: Lilienthals Film hat etwas Sprödes, Sperriges, er entzieht sich immer wieder. Er ist neblig und bröckelig wie ein schönes altes Photo, das ist seine Qualität und seine Gefahr.[2]
- Evangelischer Filmbeobachter: Aus einer Studie über den Anarchismus der Jahre vor dem Ersten Weltkrieg wurde ein Kolleg über die politischen Verhaltensweisen unserer Zeit. Der Film gewinnt durch seine Farben und vor allem durch das Geschick des Regisseurs, historische Dokumente, Fotos und Wochenschau-Aufnahmen nahtlos in den Film einzubeziehen und ihm dadurch den Stempel der Authentizität aufzuprägen.[3]

## Auszeichnungen
Der Film war für den Wettbewerb der Filmfestspiele von Cannes 1970 eingeladen, ging allerdings bei der Preisvergabe leer aus. Im gleichen Jahr gewann er dann gemeinsam mit Rainer Werner Fassbinders Katzelmacher den Deutschen Filmpreis in Gold. Einen Deutschen Filmpreis in Gold erhielten außerdem Kameramann Willy Pankau, Szenenbildner Roger von Moellendorff und als bester Nebendarsteller Vladimir Pucholt.